# Tomás Rojas
Tomás Rojas Aguirre (Tocopilla, 13 de noviembre de 1914-14 de febrero de 1973) fue un futbolista chileno que se desempeñaba en el puesto de puntero izquierdo. Toda su carrera como profesional la realizó como jugador de Colo-Colo, en donde fue campeón en los años 1937, 1939, 1941, 1944 y 1947.

## Trayectoria
Comenzó en el fútbol en su natal Gatico, pueblo ubicado cerca de Tocopilla, en donde se desempeñó en el Colo-Colo. Luego pasó al Esparta de Tocopilla, que realizó una gira por Santiago, en conjunto con Ascanio Cortés. En 1935 estuvo en Chuquicamata, y como seleccionado de esa localidad, volvió a la capital.
Fue ahí cuando llamó la atención de Colo-Colo, en donde debutó el 15 de agosto de 1935 frente a Defensor de Montevideo. Reemplazó en el puesto a José Miguel Olguín, quien había estado con los albos desde 1926.
La única camiseta que vistió de forma profesional fue la de Colo-Colo, con la que alcanzó la titularidad en su puesto y logró 5 campeonatos nacionales, dos de ellos de manera invicta (1937 y 1941).
Sus restos mortales descansan, desde febrero de 1973, en el Mausoleo de los Viejos Cracks de Colo-Colo, en el Cementerio General de Santiago.

## Clubes
| Club      | País  | Año       |
| --------- | ----- | --------- |
| Colo-Colo | Chile | 1935-1947 |

## Palmarés

### Campeonatos nacionales
| Título                  | Club      | País  | Año  |
| ----------------------- | --------- | ----- | ---- |
| Primera División        | Colo-Colo | Chile | 1937 |
| Campeonato de Apertura  | Colo-Colo | Chile | 1938 |
| Primera División        | Colo-Colo | Chile | 1939 |
| Campeonato de Apertura  | Colo-Colo | Chile | 1940 |
| Primera División        | Colo-Colo | Chile | 1941 |
| Primera División        | Colo-Colo | Chile | 1944 |
| Campeonato de Campeones | Colo-Colo | Chile | 1945 |
| Primera División        | Colo-Colo | Chile | 1947 |